# الدوري البلغاري الممتاز 1992-93
الدوري البلغاري الممتاز 1992-93 (بالبلغارية: „А“ група 1992/93)‏ هو الموسم 69 من الدوري البلغاري الممتاز. أشرف على تنظيمه اتحاد بلغاريا لكرة القدم، وكان عدد الأندية المشاركة فيه 16، وفاز فيه ليفسكي صوفيا.